# Abby Elliott
Abby Elliott – amerykańska aktorka i komik. W latach 2008–2012 była członkinią obsady programu Saturday Night Live.

## Parodiowane osobistości wSNL
- Rachel Maddow
- Jamie Lynn Spears
- Angelina Jolie
- Joan Cusack
- Chloë Sevigny (jako Nicolette Grant z serialu Trzy na jednego)
- Kristin Cavallari
- Marie Osmond
- Nancy Grace
- Anna Faris
- Sarah McLachlan
- Christina Aguilera
- Christina Hendricks (jako Joan Holloway z serialu Mad Men)
- Brittany Murphy
- Marilyn Monroe
- Meryl Streep